# Kabaret Rak

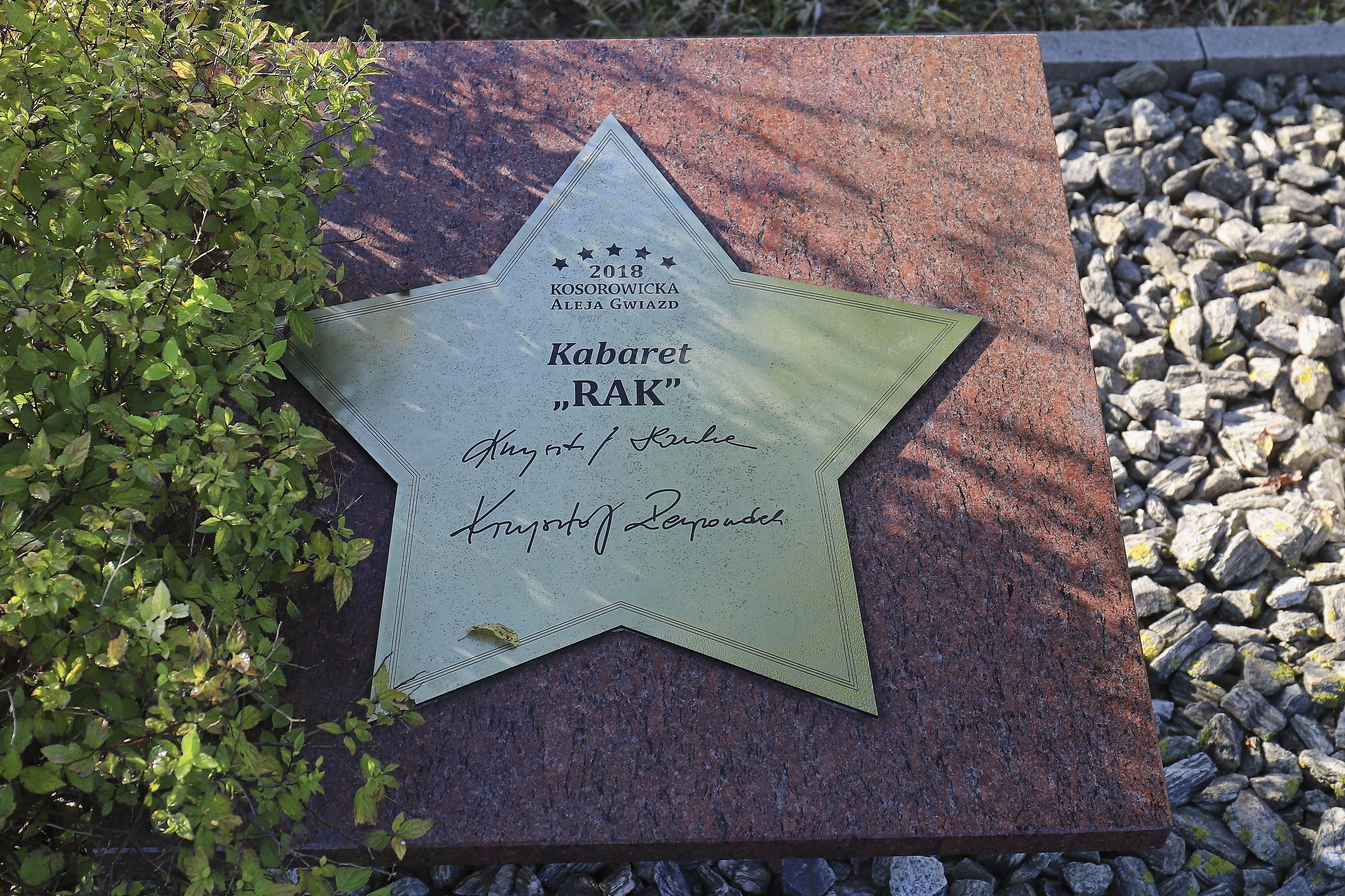
Gwiazda Kabaretu Rak w Kosorowice

Kabaret Rak – polski kabaret, powstały na przełomie 1981 i 1982 w Rudzie Śląskiej. Nazwa kabaretu pochodzi od pierwszych liter imion członków-założycieli: Ryszarda Siwka, Andrzeja Stefaniuka i Krzysztofa Hanke.
Kabaret przechodził liczne metamorfozy, szczególnie personalne. Poza Krzysztofem Hankem, który jest liderem i jedynym stałym członkiem grupy, najdłużej występowali w niej Marian Makula, Grzegorz Poloczek oraz Krzysztof Respondek. Po śmierci tego ostatniego w 2023 r., występujący z nim w duecie Hanke rozważał zakończenie działalności kabaretu, jednak zdecydował się ją kontynuować wraz z Andrzejem Kozłowskim.